# Wolfgang Anderheggen
Wolfgang Anderheggen (Dormagen, 1941 of 1942) is een voormalige Duitse voetballer. Hij speelde voor onder andere VVV.

## Loopbaan
Als voormalig jeugdspeler van Borussia Mönchengladbach keerde Anderheggen na een eenjarig uitstapje bij Bayer Dormagen in 1965 terug in het betaald voetbal. De 23-jarige Duitser werd aangetrokken door eerstedivisionist VVV, waar zijn landgenoot Josef Gesell trainer was. Die liet hem op 12 september 1965 ook debuteren in de basiself, in een met 1-3 verloren thuiswedstrijd tegen Xerxes. Na de degradatie naar de Tweede divisie in 1966 moest Gesell echter het veld ruimen in Venlo. Diens opvolger Jean Janssen deed slechts nog één keer een beroep op de aanvaller: op 9 oktober 1966 in een met 1-2 gewonnen uitwedstrijd bij Zwolsche Boys. Het zou tevens zijn laatste wedstrijd voor FC VVV zijn. In 1967 keerde Anderheggen terug naar Duitsland om bij zijn oude club in Dormagen te gaan spelen.

## Clubstatistieken
| Seizoen        | Club           | Competitie     | Competitie | Competitie | Beker | Beker | Overig | Overig | Totaal | Totaal |
| Seizoen        | Club           | Competitie     | Wed.       | Dlp.       | Wed.  | Dlp.  | Wed.   | Dlp.   | Wed.   | Dlp.   |
| -------------- | -------------- | -------------- | ---------- | ---------- | ----- | ----- | ------ | ------ | ------ | ------ |
| 1965/66        | VVV            | Eerste divisie | 3          | 0          | 0     | 0     | –      | –      | 3      | 0      |
| 1966/67        | FC VVV         | Tweede divisie | 1          | 0          | –     | –     | –      | –      | 1      | 0      |
| Carrièretotaal | Carrièretotaal | Carrièretotaal | 4          | 0          | 0     | 0     | 0      | 0      | 4      | 0      |